# Heilig-Kreuz-Kapelle (Laumersheim)
Die Heilig-Kreuz-Kapelle ist eine barocke Kapelle auf dem Palmberg südlich von Laumersheim (Rheinland-Pfalz), die am Platz der mittelalterlichen Kirche des untergegangenen Dorfes Berghaselbach steht. Sie zählt zu den offiziellen Wallfahrtsstätten des Bistums Speyer.

## Geschichte

### Cyriakuskirche und -wallfahrt

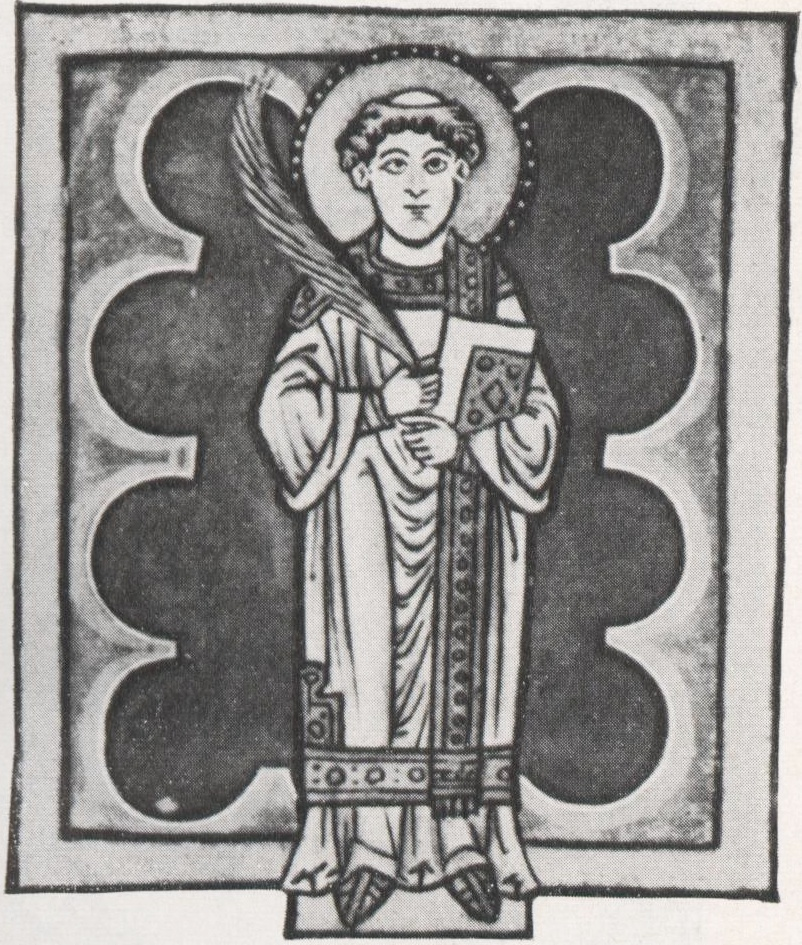
St. Cyriakus mit Palmwedel, aus dem Speyerer Evangelistar des Wormser Cyriakusstifts, 1197

Der Palmberg ist ein an der höchsten Stelle 137 m hoher, sich in Ost-West-Richtung erstreckender Hügel, in der nördlichen Vorderpfalz. Der östliche Teil gehört zur Gemeinde Gerolsheim, der westliche zu Laumersheim. Der Mittelteil wurde wegen eines Quarzsandvorkommens weitgehend im Tagebau abgetragen.
Der westliche Bergteil ist plateauartig. An seiner höchsten Stelle steht heute die Hl.-Kreuz-Kapelle. Dort befand sich einst das Dorf Berghaselbach (auch Haselbach, Haselach oder Haseloch). Laut ungesicherter Überlieferung soll Ludwig der Fromme, Sohn Kaiser Karls des Großen, hier im 9. Jahrhundert ein Nonnenkloster gestiftet haben. Später hören wir nichts mehr vom Kloster, jedoch hatte die dem Hl. Cyriakus geweihte Dorfpfarrkirche – möglicherweise die frühere Konventskirche – große Bedeutung als Mutterkirche der umliegenden Ortschaften.  Auch diese Tatsache stützt die Überlieferung von einer frühen Klostergründung. Von dem hier verehrten Märtyrer Cyriakus, dessen Attribut ein Palmwedel ist, dürfte der ganze Berg seinen Namen erhalten haben, ähnlich wie dies auch im nahen Weisenheim am Sand der Fall ist, wo der Palmwedel im Ortswappen an den längst aufgegebenen Kirchenpatron St. Cyriakus erinnert. Die Reliquien des Heiligen hatte Bischof Samuel von Worms um 845 aus Rom mitgebracht und der Hauptteil wurde im Cyriakusstift Neuhausen verehrt.
Bereits 1196 lag das Patronatsrecht der Kirche beim Zisterzienserinnenkloster „Maria Münster“ zu Worms, das dort und auch in Laumersheim, bedeutenden Grundbesitz hatte. Auch es soll 838 von Kaiser Ludwig dem Frommen gegründet worden sein, nachdem er in Worms ein Erdbeben mit großen Zerstörungen und vielen Opfern miterlebte. Der Wormser Bischof Leopold II. von Schönfeld, vor seiner Wahl Pfarrherr an St. Cyriakus in Berghaselbach, schenkte laut Urkunde vom 9. Januar 1196 dem das Patronat besitzenden Kloster zusätzlich alle Einkünfte des Gotteshauses, wobei er schreibt, die dortige Pfarrstelle sei wegen seiner Wahl zum Bischof soeben vakant geworden.
Gemäß dem Wormser Synodale von 1496 existierten damals noch Kirche und Siedlung. Im Pfälzischen Bauernkrieg stürmte 1525 der Landadelige Erasmus (Asmus) von der Hauben aus dem nahen Dirmstein mit einem Bauernhaufen die Siedlung. Abgesehen von Kirche und zugehörigem Klosterhof sei das Dorf Berghaselbach schon damals größtenteils verfallen gewesen. Nach Einführung der Reformation durch die Kurfürsten von der Pfalz wurde der katholische Kult im 16. Jahrhundert verboten.
Als die Spanier 1624, während des Dreißigjährigen Krieges, die Gegend besetzten, beantragte der örtlich zuständige Bischof von Worms unverzüglich die Wiederaufnahme der früheren Wallfahrtstradition auf dem Palmberg. Dies ist der erste urkundliche Nachweis für die örtliche Wallfahrt. Da sie wieder aufleben sollte, musste sie vorher bereits üblich gewesen sein. Sie galt offenbar dem Winzerpatron St. Cyriakus, einem der damals hochverehrten Vierzehn Nothelfer. Im weiteren Kriegsverlauf gab man Berghaselbach als Wohnort völlig auf, nachdem die letzten Einwohner an Hunger und Pest gestorben waren, es entstand eine Wüstung.
Nach dem Westfälischen Frieden führte Kurfürst Karl Ludwig 1648 wieder das reformierte Bekenntnis ein und die Wallfahrt wurde erneut unterdrückt. Im Rahmen des Französischen Reunionskrieges war das Gebiet zeitweise französisch besetzt und König Ludwig XIV. verfügte im Dezember 1684 das Simultaneum. Danach konnte der Jesuitenpater Johann Hense erstmals wieder auf dem Palmberg eine Hl. Messe halten und die Katholiken durften auch den noch um die Kirche liegenden Friedhof nutzen. Es standen zu dieser Zeit nur noch Ruinen der alten Kirche und von Wohnhäusern. Laut Überlieferung im Pfarrbuch Laumersheim predigte der katholische Geistliche damals von einem Backofen des alten Klosterhofes herunter.

### Kreuzkapelle

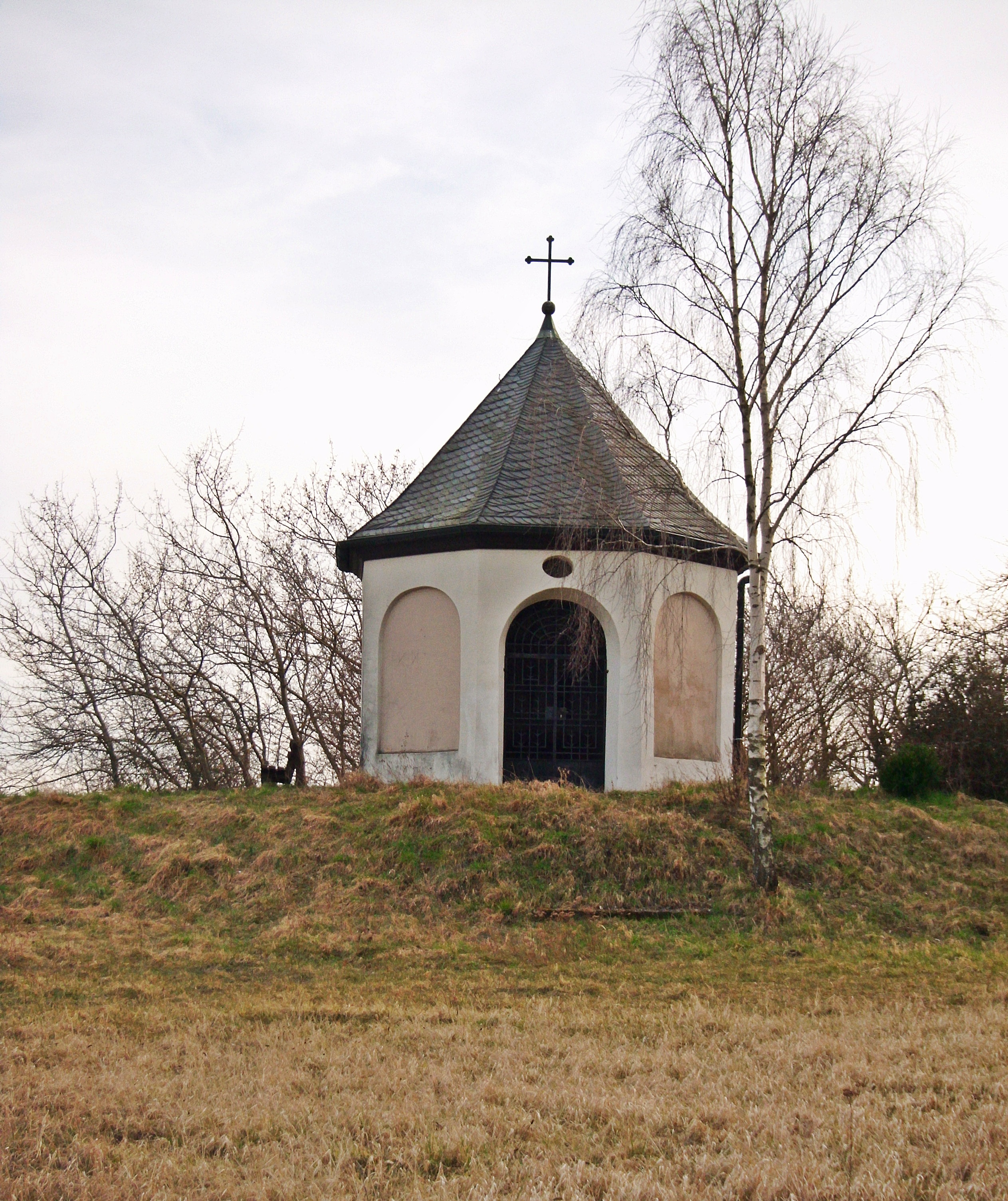
Die Hl.-Kreuz-Kapelle auf dem Palmberg

Freiherr Franz Caspar von Langen, der nunmehrige katholische Ortsherr von Laumersheim, ließ schließlich 1721/22, auf den Grundmauern des Chores der alten Pfarrkirche eine kleine Wallfahrtskapelle errichten; der Wormser Weihbischof Johann Baptist Gegg weihte sie und den darin befindlichen Altar am 3. Mai 1722 auf das Patrozinium des Hl. Kreuzes. Das neue Patrozinium stand offenbar in Zusammenhang mit einer von dem Adeligen gestifteten Kreuzreliquie und mit der von ihm initiierten „Todesangst Christi Bruderschaft“, welche die Wallfahrten auf den Palmberg organisierte und betreute. Dementsprechend lag die Hauptwallfahrtszeit in der Fasten- Passions- und der Leidenszeit sowie an den Kreuzfesten. Baron von Langen ließ den Palmberg auch als sogenannten Kalvarienberg gestalten und von Laumersheim kommend steinerne Kreuzwegstationen aufrichten, deren letzte „Jesus wird ins Grab gelegt“ die Kapelle selbst war. Ihr Altar ist bis heute so konzipiert, dass sich unter der Mensa, im Stipes, eine große Höhlung befindet, die als Heilig-Grab-Nische, zur Platzierung einer entsprechenden Holzfigur des Leichnams Jesu (aus dem 18. Jahrhundert) diente, welche 1939 noch vorhanden war. Die Kreuzwegstationen wurden 1790 zerstört, eine erhaltene Holzfigur „Christus in der Rast“, befindet sich derzeit in der katholischen Kirche St. Bartholomäus zu Laumersheim.
Nachdem die Französische Revolution in den 1790er Jahren auf die linksrheinischen deutschen Gebiete übergegriffen hatte, war das kirchliche Leben durch die französische Regierung oftmals starken Restriktionen ausgesetzt. Darum fragte der Laumersheimer Pfarrer Joseph Heß 1807 beim geistlichen Vikariat in Worms nach, ob er die Prozession zum Palmberg, die in seiner Pfarrei „von jeher“ am Sonntag Laetare stattgefunden habe, weiterhin halten solle. Noch im 19. Jahrhundert war es in Laumersheim Tradition, dass man in der Nacht von Karfreitag zum Karsamstag auf den Palmberg pilgerte, um Wache am Heiligen Grab zu halten.
Die Heilig-Kreuz-Kapelle auf dem Palmberg zählt bis heute (2015) zu den offiziellen Wallfahrtsstätten des inzwischen zuständigen Bistums Speyer, Hauptwallfahrtstag mit Festgottesdienst ist alljährlich der Pfingstmontag. Am 3. Juni 1946 nahm der spätere Kardinal Joseph Wendel, damals noch Bischof von Speyer, die Neuweihe des renovierten Kapellenaltares vor.

## Baubestand

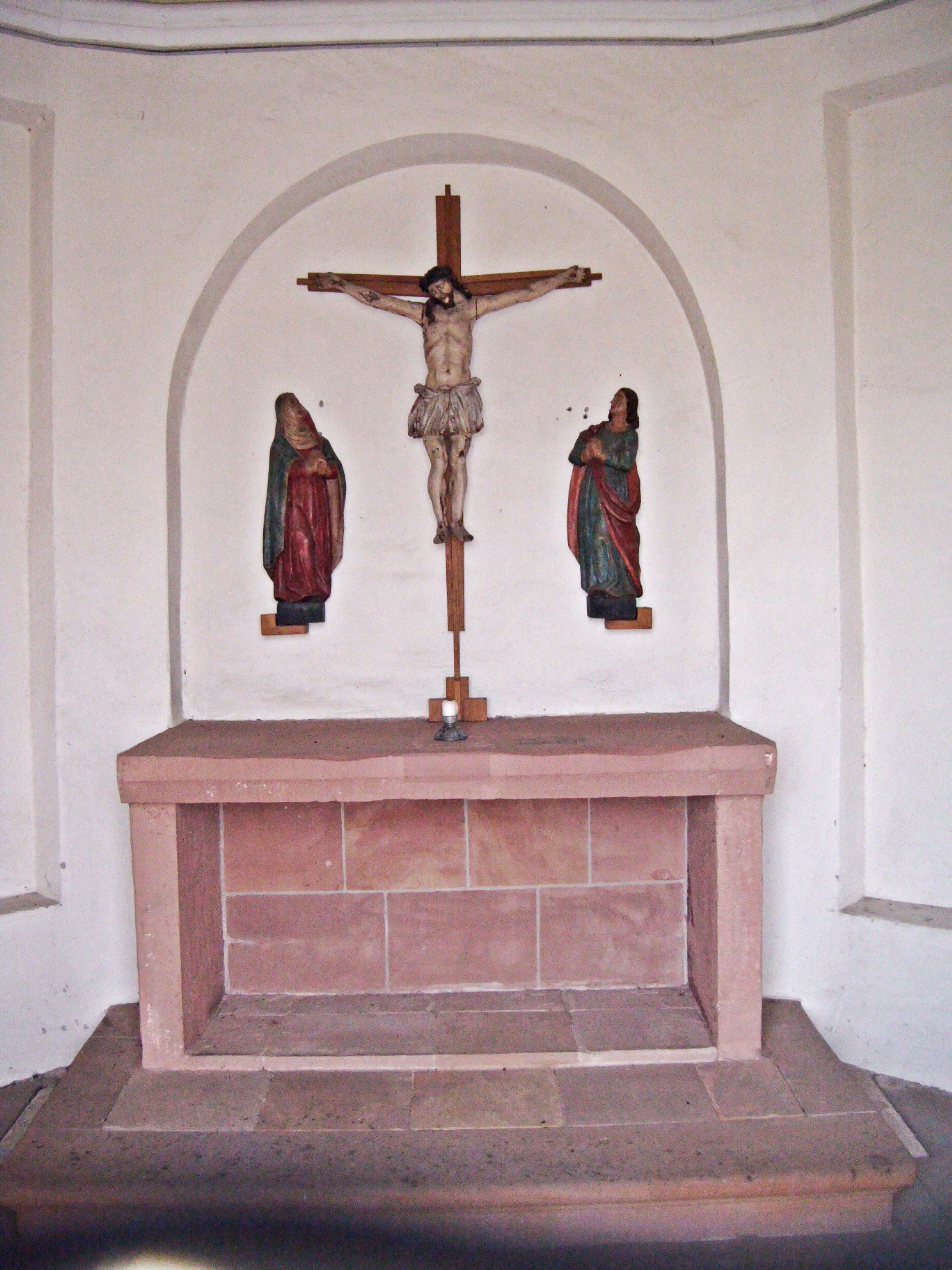
Kapelle, Altar mit Hl.-Grab-Nische

Es handelt sich um eine achteckige, gewölbte Kapelle mit Zeltdach. In der Nordseite befindet sich eine große, korbbogige Pforte mit darüber liegendem querovalen Fenster, dem einzigen des ganzen Baues. Die Tür ist vergittert, man kann in die Kapelle hineinsehen, sie jedoch nicht betreten. Außen sind die Wände durch rundbogige Nischen gegliedert, die an Kirchenfenster erinnern. Innen hat die Kapelle rechteckige Wandnischen und ein Kranzgesims unter dem Gewölbe. Ursprünglich war der Bau nach drei Seiten offen und das Dach ruhte auf der südlichen Wand (Altarbereich), sowie auf sechs Säulen. An diesen Säulen sollten jeweils Fußfälle zu Ehren des Leidens Christi vorgenommen werden, als Teil der Andachtsübung von den „Sieben Fußfällen“. Im 19. Jahrhundert wurden die Durchgänge vermauert.
Der Kapellenaltar steht an der Südwand, leicht in eine Korbbogen-Vertiefung eingelassen. Wie bereits erwähnt wurde der Sandstein-Stipes so konstruiert, dass er eine Hl.-Grab-Nische bildet, die jedoch leer ist. Darüber hängt ein großes Kreuz mit einem farbig gefassten Holzkorpus aus der ersten Hälfte des 18. Jahrhunderts. Links und rechts sind als Assistenzfiguren Maria und Johannes angebracht; Repliken der gotischen Originale, die sich inzwischen im Historischen Museum der Pfalz zu Speyer befinden. Es soll sich um Figuren aus der früheren Berghaselbacher Pfarrkirche handeln. Zwei gotische Engel, links und rechts des Hl. Grabes, die noch 1939 beschrieben werden, sind nicht mehr vorhanden. Laut Clemens Jöckle befinden sie sich, zusammen mit der Holzfigur des Leichnams Christi, ebenfalls im Speyerer Museum. Die Kapelle ist mit Sandsteinplatten ausgelegt, der Altar steht auf einer erhöhten Fläche mit profilierter Sandsteinstufe.